# HD178591
HD178591 — хімічно пекулярна зоря спектрального класу B5, що має видиму зоряну величину в смузі V приблизно  7,1.
Вона  розташована на відстані близько 1019,2 світлових років від Сонця.

## Фізичні характеристики
Телескоп Гіппаркос зареєстрував фотометричну змінність  даної зорі з періодом    4,94 доби в межах від  Hmin= 7,17 до  Hmax= 7,10.

## Пекулярний хімічний склад
Зоряна атмосфера HD178591 має підвищений вміст 
Si
.